# Home (álbum)
Home es el segundo álbum de estudio de la banda de rock estadounidense Deep Blue Something. Fue lanzado al mercado por RainMaker Records el 24 de octubre de 1994.

## Listado de canciones
| N.º | Título                                  | Duración |  |
| 1.  | «Gammer Gerten's Needle» (instrumental) | 3:17     |  |
| 2.  | «Breakfast at Tiffany's»                | 4:20     |  |
| 3.  | «Halo»                                  | 2:48     |  |
| 4.  | «Josey»                                 | 3:23     |  |
| 5.  | «A Water Prayer»                        | 3:22     |  |
| 6.  | «Done»                                  | 3:21     |  |
| 7.  | «Song to Make Love To»                  | 3:09     |  |
| 8.  | «The Kandinsky Prince»                  | 2:28     |  |
| 9.  | «Home»                                  | 4:13     |  |
| 10. | «Red Light»                             | 4:28     |  |
| 11. | «I Can Wait»                            | 3:03     |  |
| 12. | «Wouldn't Change a Thing»               | 4:05     |  |
| 13. | «Dear Prudence»                         | 3:05     |  |
| 14. | «Sun»                                   | 4:17     |  |